# Paul Donatien
Pour les articles homonymes, voir Donatien.
Paul Donatien Kond est un boxeur camerounais.

## Biographie
Il est médaillé d'or dans la catégorie des moins de 92 kg aux Championnats d'Afrique de boxe amateur 2022 à Maputo, s'imposant en finale face au Congolais Chapiteau Dimuntu .